# كور جشمة (قرة باشلو)
كور جشمة (بالفارسية: کورچشمه) هي قرية تقع في إيران في قسم قرة باشلو الريفي.